# 1943 en rugby à XV
Chronologie du rugby à XV
1942 en rugby à XV - 1943 en rugby à XV - 1944 en rugby à XV
Les faits marquants de l'année 1943 en rugby à XV

## Naissances
- 3 septembre : Brian Lochore, international néo-zélandais à 68 reprises, naît à Masterton.